# Clément Arnault
Clément Arnault (* 26. Mai 1990) ist ein ehemaliger  französischer Skilangläufer und Biathlet.

## Werdegang
Arnault nahm als Biathlet von 2007 bis 2015 am IBU-Cup teil. Seine beste Einzelplatzierung dabei war der neunte Platz im Sprintrennen im März 2008 in Valromey. Im Skilanglauf startete er im Februar 2015 in Campra erstmals im Alpencup und belegte dabei den 11. Platz im Sprint. Zwei Tage später errang er dort mit der drittschnellsten Zeit im Verfolgungsrennen seine erste Podestplatzierung. Im folgenden Monat hatte er in Lahti sein Debüt im Skilanglauf-Weltcup, das er auf dem 67. Platz im Sprint beendete. Im Februar 2017 wurde er beim Alpencup in Zwiesel Zweiter im Sprint. Im Januar 2018 holte er in Campra über 15 km Freistil seinen ersten Sieg im Alpencup und beim Weltcup in Dresden mit dem 19. Platz im Sprint seine ersten Weltcuppunkte. In der Saison 2018/19 erreichte er mit neun Top-Zehn-Platzierungen den vierten Platz in der Gesamtwertung des Alpencups und in Dresden mit dem 11. Platz im Sprint sein bestes Resultat im Weltcupeinzel. Letztmals im Weltcup startete er im Februar 2020 in Falun, wobei er den 47. Platz im 15-km-Massenstartrennen errang.

## Siege bei Continental-Cup-Rennen
| Nr. | Datum          | Ort            | Disziplin                 | Serie    |
| --- | -------------- | -------------- | ------------------------- | -------- |
| 1.  | 6. Januar 2018 | Campra         | 15 km Freistil            | Alpencup |
| 2.  | 17. März 2019  | Oberwiesenthal | 15 km Freistil Verfolgung | Alpencup |